# Ogataea parapolymorpha
Ogataea parapolymorpha är en svampart som beskrevs av S.O. Suh & J.J. Zhou 2010. Ogataea parapolymorpha ingår i släktet Ogataea och familjen Pichiaceae.   Inga underarter finns listade i Catalogue of Life.